# Guarizama
Guarizama é uma cidade hondurenha do departamento de Olancho.